# Karad
Karad là một thành phố và là nơi đặt hội đồng đô thị (municipal council) của quận Satara thuộc bang Maharashtra, Ấn Độ.

## Địa lý
Karad có vị trí 17°17′B 74°12′Đ / 17,28°B 74,2°Đ Nó có độ cao trung bình là 566 mét (1856 feet).

## Nhân khẩu
Theo điều tra dân số năm 2001 của Ấn Độ, Karad có dân số 56.149 người. Phái nam chiếm 52% tổng số dân và phái nữ chiếm 48%. Karad có tỷ lệ 76% biết đọc biết viết, cao hơn tỷ lệ trung bình toàn quốc là 59,5%: tỷ lệ cho phái nam là 80%, và tỷ lệ cho phái nữ là 72%. Tại Karad, 11% dân số nhỏ hơn 6 tuổi.